# Culey
Culey är en kommun i departementet Meuse i regionen Grand Est (tidigare regionen Lorraine) i nordöstra Frankrike. Kommunen ligger i kantonen Vaucouleurs som tillhör arrondissementet Bar-le-Duc. År 2017 hade Culey 141 invånare.
Åren 1973–2014 var Culey en del av kommunen Loisey-Culey.